# FC Sangiuliano City
Football Club Sangiuliano City, zkráceně jen Sangiuliano City je italský klub hrající v sezoně 2024/25 4. italskou fotbalovou ligu, sídlící ve městě San Giuliano Milanese v regionu Lombardie.

## Změny názvu klubu
- 1968 – 2003/04 – SS Borgolombardo (Società Sportiva Borgolombardo)
- 2004/05 – 2017/18 – SSD Borgolombardo (Società Sportiva Dilettantistica Borgolombardo)
- 2018/19 – 2020/21 – ASD Città di Sangiuliano 1968 (Associazione Sportiva Dilettantistica Città di Sangiuliano 1968)
- 2021/22 – ASD Sangiuliano City Nova FC (Associazione Sportiva Dilettantistica Sangiuliano City Nova Football Club)
- 2022/23 – FC Sangiuliano City (Football Club Sangiuliano City)

## Získané trofeje

### Vyhrané domácí soutěže
- 4. italská liga (1x)

2021/22

## Účast v ligách
| Úroveň soutěže | Název soutěže (nynější název) | První hraná sezona | Poslední hraná sezona | celkem odehraných sezon |
| -------------- | ----------------------------- | ------------------ | --------------------- | ----------------------- |
| 3              | Serie C                       | 2022/23            | 2022/23               | 1                       |
| 4              | Serie D                       | 2021/22            | 2024/25               | 3                       |
| 5              | Eccellenza                    | 2020/21            | 2020/21               | 1                       |